# Phare de Baía da Traição
Le Phare de Baía da Traição (en portugais : Farol da Baía da Traição)  est un phare situé dans la ville de Baía da Traição, dans l'État du Paraíba - (Brésil).
Ce phare est la propriété de la Marine brésilienne  et il est géré par le Centro de Sinalização Náutica e Reparos Almirante Moraes Rego (CAMR) au sein de la Direction de l'Hydrographie et de la Navigation (DHN).

## Historique
Ce phare est une tour pyramidale de 10 m de haut, avec galerie et petite lanterne. La tour est peinte en blanc. Il est érigé sur un récif  à l'entrée du port.
Le phare émet, à une hauteur focale de 12 m, un éclat blanc par période de 6 secondes. Sa portée maximale est d'environ 22 kilomètres.
Identifiant : ARLHS : BRA204 ; BR1196 - Amirauté : G01196 - NGA : 110-17888 .